# (500384) 2012 TE70
(500384) 2012 TE70 es un asteroide perteneciente al cinturón de asteroides, descubierto el 8 de octubre de 2012 por el equipo del Pan-STARRS desde el Observatorio de Haleakala, Hawái, Estados Unidos.

## Designación y nombre
Designado provisionalmente como 2012 TE70.

## Características orbitales
2012 TE70 está situado a una distancia media del Sol de 3,129 ua, pudiendo alejarse hasta 3,694 ua y acercarse hasta 2,564 ua. Su excentricidad es 0,180 y la inclinación orbital 2,285 grados. Emplea 2021,92 días en completar una órbita alrededor del Sol.
Los próximos acercamientos a la órbita de Júpiter se producirán el 11 de diciembre de 2065, el 26 de abril de 2076 y el 4 de julio de 2149, entre otros.
.

## Características físicas
La magnitud absoluta de 2012 TE70 es 16,4.